# Giovanni Renzi
Giovanni Renzi (Ancona, 1º novembre 1919 – ...) è stato un calciatore italiano, di ruolo centrocampista.

## Carriera
Nella stagione 1942-1943 ha giocato 18 partite in Serie B con l'Anconitana, squadra in cui è tornato nel 1945 dopo aver giocato 6 partite nel campionato di guerra con il Forlì; nella stagione 1945-1946 ha giocato 16 partite in massima serie, venendo in seguito ceduto alla Vis Pesaro in Serie C.